# سعادت أباد (كنار شهر)
سعادت أباد (بالفارسية: سعادت‌آباد) هي قرية تقع في إيران في قسم كنار شهر الريفي.